# Гостродах
Гостродах (Oxystegus) — рід мохів, що належать до родини Pottiaceae.
Рід має космополітичне поширення.
Види:
- Oxystegus circinatus (Besch.) Hilp.[1]
- Oxystegus cylindricus (Brid.) Hilp.[1]